# سنفان (إب)
سنفان هي إحدى قرى الجمهورية اليمنية. تتبع جغرافيا لمحافظة إب وإداريًا لمديرية يريم. يبلغ تعداد سكانها 12865 نسمة حسب الإحصاء الذي أجري عام2019.